# U-1199
| U-1199                     | U-1199                                                         | U-1199                                                         |
| -------------------------- | -------------------------------------------------------------- | -------------------------------------------------------------- |
|                            |                                                                |                                                                |
|                            |                                                                |                                                                |
|                            |                                                                |                                                                |
| Під прапором               | Третій рейх                                                    | Третій рейх                                                    |
| Спуск на воду              | 12 жовтня 1943 року                                            | 12 жовтня 1943 року                                            |
| Виведений зі складу флоту  | 21 січня 1945 року                                             | 21 січня 1945 року                                             |
| Сучасний статус            | затоплений                                                     | затоплений                                                     |
| Проєкт                     |                                                                |                                                                |
| Тип ПЧ                     | Торпедний ДПЧ                                                  | Торпедний ДПЧ                                                  |
| Основні характеристики     |                                                                |                                                                |
| Швидкість (надводна)       | 17,7 вузлів                                                    | 17,7 вузлів                                                    |
| Швидкість (підводна)       | 7,6 вузлів                                                     | 7,6 вузлів                                                     |
| Робоча глибина занурення   | 100 м                                                          | 100 м                                                          |
| Гранична глибина занурення | 220 м                                                          | 220 м                                                          |
| Екіпаж                     | 44 осіб                                                        | 44 осіб                                                        |
| Розміри                    |                                                                |                                                                |
| Довжина найбільша (по КВЛ) | 67,1 м                                                         | 67,1 м                                                         |
| Ширина корпусу найб.       | 6,2 м                                                          | 6,2 м                                                          |
| Висота                     | 9,6 м                                                          | 9,6 м                                                          |
| Середня осадка (по КВЛ)    | 4,70 м                                                         | 4,70 м                                                         |
| Водотоннажність надводна   | 769 т                                                          | 769 т                                                          |
| Озброєння                  |                                                                |                                                                |
| Артилерія                  | одна палубна гармата калібру 88-мм, одна 20-мм зенітна гармата | одна палубна гармата калібру 88-мм, одна 20-мм зенітна гармата |
| Торпедно- мінне озброєння  | 4 носових і один кормовий ТА. 14 торпед або 26 мін             | 4 носових і один кормовий ТА. 14 торпед або 26 мін             |

U-1199 — німецький підводний човен типу VIIC часів  Другої світової війни.
Замовлення на будівництво човна було віддане 14 жовтня 1941 року. Човен був закладений на верфі суднобудівної компанії «F Schichau GmbH» у місті Данциг 23 березня 1943 року під заводським номером 1569, спущений на воду 12 жовтня 1943 року, 23 грудня 1943 року увійшов до складу 8-ї флотилії. Також за час служби перебував у складі 1-ї та 11-ї флотилій. Єдиним командиром човна був капітан-лейтенант Рольф Нолльманн.
Човен зробив 1 бойовий похід, у якому пошкодив 1 (водотоннажністю 7 167 брт) судно.
Потоплений 21 січня 1945 року в Англійському каналі (45°57′ пн. ш. 05°42′ зх. д. / 45.950° пн. ш. 5.700° зх. д.) глибинними бомбами британського есмінця «Ікарус» та корвета «Мінонет». 48 членів екіпажу загинули, 1 врятований.

## Потоплені та пошкоджені кораблі[3]
| Назва         | Тип           | Належність | Дата          | Тоннаж (БРТ) | Вантаж                    | Статус    | Місце                                                      |
| George Hawley | торгове судно | США        | 21 січня 1945 | 7 176        | Баласт та 77 мішків пошти | потоплено | 50°00′ пн. ш. 05°45′ зх. д. / 50.000° пн. ш. 5.750° зх. д. |